# Eupithecia tribunaria
Eupithecia tribunaria là một loài bướm đêm trong họ Geometridae.